# 龍柏
龍柏（學名：Juniperus chinensis L. var. kaizuka），為檜樹變種，常用於道路植樹，庭園、公園造景及家庭盆植。

## 簡介
常綠喬木，樹幹直立生長，樹高可達約16公尺，全株翠綠，具香氣，樹冠呈塔形或圓筒形，枝條呈旋捲，向上盤曲，像盤龍抱柱般，故名為龍柏。龍柏雌雄異株，有時同株。葉有兩種，幼株時為針葉狀，成年後則為鱗狀葉，不過，在成株的基部附近仍可能出現針狀葉，毯果小，表面有白色蠟粉，毯果內的種子細小無翅。龍柏喜歡日照充足，排水良好的地方生長。
龍柏在日本，中國大陸及台灣各地均有栽培。

## 繁殖
龍柏雖然可結種子，但很難發芽，因此一般都採用扦插繁殖。在春天剪取十餘公分長枝梢，除去枝條下段葉片，插入砂壤或混和泥炭土的苗床中，保質泥土濕潤，不可以積水，多數均可成活，如果在夏天遮陰扦插再配合噴
霧保持濕度，則更易發根，成活率達80%以上。。

## 用途
龍柏常見於道路植樹，庭園、公園造景及家庭盆植。亦可作為傢俱、佛珠、其他木製品的素材。其中木頭還能製成粉與線香。

## 外部連結
1. ↑  國立台北大學-Juniperus chinensis cv.Kaizuca 的存檔，存档日期2014-03-06.
2. ↑  龍柏與塔柏 農情月刊 第42期(90年3月號) 的存檔，存档日期2014-02-23.

- 台灣野生植物資料庫-龍柏 （页面存档备份，存于）
- 龍柏 （页面存档备份，存于）
- 龍柏 （页面存档备份，存于）